# Philine striatula
Philine striatula is een slakkensoort uit de familie van de Philinidae. De wetenschappelijke naam van de soort is voor het eerst geldig gepubliceerd in 1874 door Monterosato.